# ویلفرد اوون
ویلفرد ادوارد ساتلر اوون (به انگلیسی: Wilfred Edward Salter Owen) (۱۹۱۸–۱۸۹۳)، شاعر و سرباز انگلیسی، سال ۱۹۱۵ در ارتش انگلیس ثبت نام کرد؛ اما بیش‌تر شعرهایش را بین سال‌های ۱۹۱۷ و ۱۹۱۸ زمانی که در فرانسه خدمت می‌کرد، سرود.

در اروپا به تدریس مشغول بود تا اینکه پس از دیدن زخمیها در بیمارستان (در ماه سپتامبر ۱۹۱۵) به انگلستان بازگشت و برای رفتن به جنگ نام‌نویسی کرد. او می‌گوید: 
«من به اینجا آمدم تا به بقیه کمک کنم یا مانند افسری آن‌ها را فرماندهی کنم یا به صورت غیر مستقیم از رنجهایشان سخن بگویم. اما من کار اول را انجام دادم.»
اوون در ماه مارس ۱۹۱۷ زخمی شد، اما پس از مدتی دوباره به جبهه برگشت.
اوون که در مؤسسهٔ «بیرکنهد» تحصیل کرده بود، شعرهایش را با تأثیر از تجربیاتش در سنگرهای جنگ می‌نوشت. او در سال ۱۹۱۸م، یک هفته قبل از پایان یافتن جنگ جهانی اول، در هنگام عبور از یک کانال، در سن ۲۵ سالگی توسط ارتش آلمان کشته شد.